# 네트워크 효과

전화기의 보급과 네트워크 효과

네트워크 효과(network effect)는 특정 상품에 대한 어떤 사람의 수요가 다른 사람들의 수요에 의해 영향을 받는 효과이다.
'네트워크 효과'는 일단 어떤 상품에 대한 수요가 형성되면 이것이 다른 사람들의 상품 선택에 큰 영향을 미치는 현상이다. 미국 경제학자 하비 라이벤스타인(Harvey Leibenstein)이 소개한 개념이다. 특정 제품을 사용하는 소비자가 많아질수록 해당 상품의 가치가 더욱 높아지는 현상인 '네트워크 외부성'(network externality)과도 통하는 개념이다.
사용자들이 몰리면 몰릴수록 사용자가 계속 늘어나는 것으로, '네트워크 효과'는 제품이나 서비스 자체 품질보다는 얼마나 많은 사람이 사용하고 있느냐가 더 중요하다. 이는 누군가의 특정 상품에 대한 수요가 주위 사람들에게 영향을 미치게 되고, 이로 인해 그 상품을 선택하는 사람들이 증가하는 효과가 나타나기 때문이다. 생산자는 '네트워크 효과'로 인해 생산 규모가 커질수록 비용이 줄어드는 효과를 누릴 수 있다. 왜냐하면 많은 사람들이 사용할수록 규모의 경제에 의해 생산비는 낮아지는 반면, '네트워크 효과'에 의해 사용자 수는 더 많이 증가하기 때문이다.
네트워크 효과는 선순환구조를 만들어낸다는 점이 특징이다. 다수의 소비자가 구입한 재화는 가치가 상승하여 다른 사람들에게도 효용이 높은 재화로 인식될 가능성이 높기 때문에 구매를 유인하는 효과가 발생하며, 이에 따라 소비자의 수는 증가하게 된다.
네트워크 효과의 또 다른 특징은 기술 발전이 '네트워크 효과'를 발생시킨다는 점이다. 기술 발전이 이루어지면 생산비용이 절감되어 재화의 시장가격을 인하하는 효과를 가져올 수 있다. 전보다 싸지만 기술 발전으로 성능은 향상된 재화는 소비자들을 시장으로 끌어들이고, 재화의 유용성도 높여 '네트워크 효과'를 발생시킨다.
그 제품과 서비스를 이용하는 사람이 많을수록 그 사용가치는 더욱 높아지지만 동일 종류의 소비를 하는 사용자들이 많아지면 도리어 사용가치가 저하될 수 있다. 개인이 필요로 하는 소비에 부하(負荷, load)를 증대시키기 때문이다. 즉, 개인의 소비에 부하를 증대시키는 다른 사용자보다는 개인의 소비의 부하를 줄여주는 다른 사용자들이 많을수록 '네트워크 효과'는 증대된다.
네트워크 효과는 크게 두 분류로 나눌 수 있다. 편승 효과(bandwagon effect)와 속물 효과(snob effect)로 나뉘는데, '편승 효과'는 많은 사람들이 사는 물건이라고 하면 필요 여부에 상관없이 따라 사는 소비심리를 이용하는 것이고 '속물 효과'는 남들이 많이 사는 것은 구입하기 싫어하는 소비심리를 이용한 것이다.

## 같이 보기
- 베타맥스
- 시장 실패메칼프의 법칙
- 독점
- 수요 독점
- 과점
- 오픈 포맷
- 경로 의존성
- 리드의 법칙
- 양면 시장